# Rhynchocyon cirnei
Espèce
Statut de conservation UICN

 LC  : Préoccupation mineure
Le macroscélide tacheté (Rhynchocyon cirnei) est une espèce de petit mammifère présent dans différentes régions d'Afrique de l'Est, mais également en Arique de l'Ouest, où on le retrouve au Togo, notamment dans la région de Sokodé et dans le Parc National Fazao-Malfakassa.

## Répartition

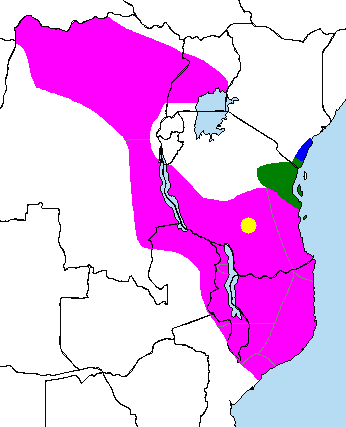
Rhynchocyon cirnei (Afrique de l'Est, centrale et australe)

- Rhynchocyon cirnei (Afrique de l'Est, centrale et australe)